# Toxotidae
Famille
Les Toxotidae forment une famille de poissons de l'ordre des Perciformes. Il ne contient que le genre Toxotes.

## Liste des genres
Selon FishBase (26 novembre 2014) :
- genre Toxotes Cloquet, 1816
  - Toxotes blythii Boulenger, 1892
  - Toxotes chatareus
  - Toxotes jaculatrix
  - Toxotes kimberleyensis Allen, 2004
  - Toxotes lorentzi Weber, 1910
  - Toxotes microlepis Günther, 1860
  - Toxotes oligolepis Bleeker, 1876